# The Soviettes
The Soviettes est un groupe de punk rock américain, originaire de Minneapolis, dans le Minnesota. Formé en 2000, le groupe se composait, avant leur pause en 2006, d'Annie (guitare), Sturgeon (guitare), Suzy (guitare basse), et le seul homme de la bande, Danny (batterie).

## Biographie
Annie et Susy, originaires de Fargo, en Dakota du Nord, emménagent à Minneapolis en 2000, puis rencontrent Bill Morrisette de Dillinger Four. Il leur suggère de former un groupe avec sa compagne, Sturgeon, et sont rejoints par Lane Pederson de Dillinger Four à la batterie en 2001. Ils appellent le groupe The Soviettes quand Annie (guitare), servait un café dans un emploi précédent, et qu'un des clients a suggéré « Ton groupe devrait s'appeler The Soviettes ».
Le groupe enregistre son premier EP, T.C.C.P., la même année. Puis, Annie découvre Danny Henry qui jouera avec eux. En 2003, The Soviettes réalisent leur premier album studio, intitulé LP, sur Adeline Records basé à Oakland. Le son de l'album est décrit comme « fuzzy, punky, stripped, et ballsy ». En 2004, le groupe réalise son second LP intitulé LP II, toujours sur Adeline Records. Le groupe fut remarqué par Fat Wreck Chords à San Francisco, Californie et signa rapidement avec le label. Le groupe réalise Paranoia! Cha-Cha-Cha pour l'album compilation de Fat Wreck Chords, Rock Against Bush, Vol. 1.
Le 28 juin 2005, le troisième LP du groupe intitulé LP III sort sur Fat Wreck Chords. The Soviettes jouent avec Against Me!, The Epoxies, et Smoke or Fire pendant leur première tournée (commençant le 9 septembre 2005, et finissant le 7 décembre 2005) sous le label Fat Wreck Chords. La tournée les a emmenés de New Haven (Connecticut), à travers les États-Unis, et devait finir à Toronto (Ontario). Mais malheureusement les groupes ont dû l'abréger, et ne l'ont jamais fait au Canada. Les quatre groupes impliqués étaient présents à chaque concert, excepté à Honolulu (Hawaï), où The Epoxies étaient absents. Les Soviettes ont ouvert chaque concert de la tournée. Le 15 novembre 2005, LP est réédité par Crustacean Records en format vinyle 12 pouces.

### Pause
Depuis le 30 avril 2006, pas de nouvelles dates de concert n'ont été postées sur le site officiel du groupe. Le site des Soviettes est « mort » depuis juillet 2006. Ils feront une pause. La bassiste, Susy est partie en Californie. Pendant ce temps, Annie et Danny ont commencé un groupe appelé Awesome Snakes, et Sturgeon forme un groupe appelé Gateway District. Les deux groupes sont sur Myspace.

### Retours
Le groupe revient en 2010 pour quelque concerts. Le premier s'effectue le 18 mars 2010 à l'Eclipse Records de St. Paul, MN. Le deuxième s'effectue le 19 avril 2010 au Turf Club de St. Paul, MN. Les deux concerts sont enregistrés sur un album gratuitement téléchargeable sur le site web de Red Sound Records,. Ils jouent aussi au Soda Bar de San Diego, en Californie, le 4 septembre 2010 au Awesome Fest 4. Le 29 octobre 2010, ils jouent à l'Atlantic de Gainesville, en Floride, au Fest 9. Le groupe est annoncé au Weasel Fest avec Screeching Weasel au Reggie's Rock Club, de Chicago, le 29 mai 2011, mais ils sont jetés à cause du comportement de Ben Weasel au SXSW en 2011. Le groupe joue au San Francisco's Bottom le 31 août 2011.

## Discographie
- 2003 : LP (Adeline Records)
- 2004 : LP II (Adeline Records)
- 2005 : LP III (Fat Wreck Chords)
- 2005 : T.C.C.P. (Pop Riot Records) (format EP)